# Emanuel Howe (2e vicomte Howe)
Emanuel Scrope Howe, deuxième vicomte Howe (vers 1700-17 mars 1735) de Langar Hall, Nottinghamshire, est un homme politique britannique et un administrateur colonial.

## Biographie

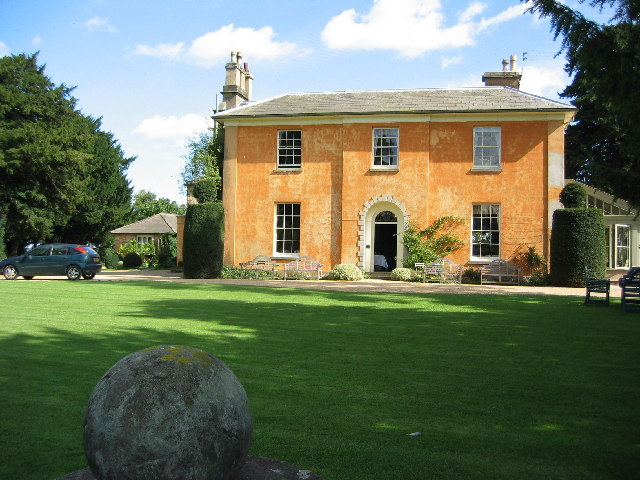
Langar Hall, Nottinghamshire

Il est le fils de Scrope Howe (1er vicomte Howe), député whig, dont il hérite en 1713 de la vicomté et du domaine de Langar. En 1730, il hérite également du titre de baronnet de Howe, qui est fusionné avec la vicomté.
Il est élu député du Nottinghamshire en 1722. En 1732, il rencontre des difficultés financières et le duc de Newcastle lui suggère de démissionner de son siège et de prendre le poste de gouverneur de la colonie antillaise de la Barbade qui rapporte environ 7 000 £ par an. Il accepte les conseils du duc et à partir de 1733, il est gouverneur de la Barbade jusqu'à sa mort, de maladie, en 1735 .

## Famille
En 1719, il épouse Charlotte von Kielmansegg (en), fille de Johann Adolf von Kielmansegg et Sophia von Kielmansegg (comtesse de Darlington) (en), fille illégitime de Ernest Augustus, électeur de Brunswick-Lünebourg et de sa maîtresse, Clara Elisabeth von Platen.
Emanuel Howe est probablement mieux connu en tant que père de quatre fils, dont trois servent dans l'armée britannique et le quatrième en tant que commandant de navire. L'aîné George Howe (3e vicomte Howe) est un officier novateur de l'armée tué à l'ouverture de la Bataille de Fort Carillon en 1758. Richard Howe rejoint la marine et devient amiral. William Howe est célèbre pour son rôle dans la Bataille des Plaines d'Abraham en 1759 et est un soldat de premier plan. En 1776-1778, ses fils William et Richard commandent respectivement l'armée britannique et les forces navales en Amérique du Nord pendant la guerre d'indépendance américaine. Ils servent simultanément en tant que commissaires à la paix au Second Congrès continental. Richard Howe obtient plus tard une plus grande renommée lors du Bataille du 13 prairial an II en 1794. Thomas Howe commande des navires pour la Compagnie britannique des Indes orientales et fait des observations sur Madère et les îles Comores, jusqu'ici peu connues.